# Devin (Vorname)
Der Name Devin ist ein sowohl männlicher als auch weiblicher Vorname und hat seine Ursprünge in der irischen und den goidelischen Sprachen. Der Name bedeutet so viel wie Barde (bard) oder Dichter (poet). Weitere Formen des Namens sind unter anderem auch Devan oder Deven, die beide auch im indischen Raum vorkommen, oder das weniger gebräuchliche Devyn. Auch dieses hat zum Teil indische Ursprünge und bedeutet auch dort einem Gott zu ähneln. Davinia wird ebenfalls als weibliche Version des Devin angesehen, wobei der Name seine Wurzeln im Namen David hat.

## Französische Bedeutung
Das Epitheton Devyn hatte im Altfranzösischen die Bedeutung von etwas Göttlichem, abstammend vom Wort divine (im Modernen Französisch: divin), und wurde vorwiegend für große Herrscher und Könige verwendet, um die perfekte und makellose Existenz darzustellen. Der Abkömmling des lateinischen dīvīnus, im Altfranzösischen: devin, leitete sich schlussendlich vom proto-indoeuropäischen Gott Dyēus und der griechisch-lateinischen Nachsilbe -īnus ab, die zusammen gottgleich oder göttlich bedeutet. Im modernen Französisch bezeichnet devyn schlichtweg einen Mann, der etwas vorhersagt, also einen Wahrsager; wobei die weibliche Version des devyn die devineresse wäre.

## Türkische Bedeutung
Im Türkischen ist Devin ein sowohl männlicher wie weiblicher Vorname mit der Bedeutung „Bewegung, Regung“.

## Namensträger
Devin
- Devin Britton (* 1991), US-amerikanischer Tennisspieler
- Devin Brown (* 1978), US-amerikanischer Basketballspieler
- Devin Copeland, bekannt als Devin the Dude (* 1970), US-amerikanischer Rapper
- Devin Daniels (* 1997), US-amerikanischer Jazzmusiker
- Devin Druid (* 1998), US-amerikanischer Schauspieler
- Devin Ebanks (* 1989), US-amerikanischer Basketballspieler
- Devin Edgerton (* 1970),  kanadischer Eishockeyspieler
- Devin Graham (* 1983), US-amerikanischer Filmemacher und Fotograf
- Devin Gray (* 1983), US-amerikanischer Jazz-Schlagzeuger
- Devin Grayson, US-amerikanische Comicautorin
- Devin Harris (* 1983), US-amerikanischer Basketballspieler
- Devin Hester (* 1982), US-amerikanischer American-Football-Spieler
- Devin Hoff, US-amerikanischer Musiker
- Devin Mullings (* 1985), bahamaischer Tennisspieler
- Devin Nunes (* 1973), US-amerikanischer Politiker
- Devin Oliver, Mitglied von I See Stars
- Devin Ratray (* 1977), US-amerikanischer Schauspieler und Singer-Songwriter
- Devin Setoguchi (* 1987), kanadischer Eishockeyspieler
- Devin Smith (Basketballspieler) (* 1983), US-amerikanischer Basketballspieler
- Devin „Ghost“ Sola, Mitglied von Motionless in White
- Devin Townsend (* 1972), kanadischer Musiker, Songwriter und Musikproduzent
- Devin Weston, fiktionaler Charakter in Grand Theft Auto V
- Devin Vassell (* 2000), US-amerikanischer Basketballspieler
- Devin Booker (* 1996), US-amerikanischer Basketballspieler

Devyn
- Devyn Tyler (* um 1991), US-amerikanische Film- und Theaterschauspielerin